# Lucelle
Lucelle (in tedesco Lützel) è un comune francese di 42 abitanti situato nel dipartimento dell'Alto Reno nella regione del Grand Est.

## Società

### Evoluzione demografica
Abitanti censiti